# Humphreys County (Mississippi)
Humphreys County is een county in de Amerikaanse staat Mississippi.
De county heeft een landoppervlakte van 1.083 km² en telt 11.206 inwoners (volkstelling 2000). De hoofdplaats is Belzoni.